# La casa nella prateria - La scomparsa di Rose
La casa nella prateria - La scomparsa di Rose è un film per la televisione del 1984, tratto dall'omonima serie televisiva.

## Trama
Mentre i Wilder e il signor Edwards fanno shopping a Mankato, la piccola Rose viene rapita da una madre affranta dal dolore per la perdita del suo bambino, provocando una disperata ricerca della piccola.

## Curiosità
- Nella scena iniziale la voce fuori campo di Laura dice che era l'inverno del 1896. Questo è un anacronismo in quanto l'ultimo film post-serie, che chiude la saga degli Ingalls, è ambientato nel 1890.